# Коронно-електростатичний сепаратор

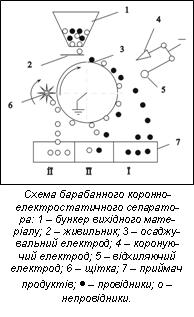

СЕПАРАТОР КОРОННО-ЕЛЕКТРОСТАТИЧНИЙ (рос. сепаратор коронно-электростатический, англ. corona electrostatic separator, нім. elektrostatischer Koronascheider m) — сепаратор електричний, в якому вихідний матеріал розділяється на компоненти за їх електропровідністю в суміщеному полі коронного розряду з електростатичним полем.

## Загальний опис
Коронно-електростатичний сепаратор збагачує частинки крупністю до 5 мм. Коронно-електростатичний сепаратор (рис.) відрізняється від коронного наявністю додаткового відхиляючого електрода, що має електричний потенціал того ж знака, що і коронуючий. Відхиляючий електрод створює нерівномірне поле, що сприяє більш ранньому відхиленню електропровідної фракції від електрода осадження, підвищує селективність розділення.

## Багатосекційний коронно-електростатичний сепаратор

Коронно-електростатичний сепаратор (рис.) складається з завантажувального бункера 1 з живильником і електричним підігрівником та одного або декількох однакових блоків сепарації. Кожний блок сепарації включає осаджувальний електрод 4, коронуючий електрод 2, відхиляючий електрод 3, щітку 6, відсікачі, 5 і збірники продуктів 7. Робота сепаратора здійснюється таким чином.
Вихідний матеріал після підігріву в електричному підігрівнику живильником подається тонким шаром на відсаджувальний електрод 4, який являє собою барабан діаметром 120—160 мм з полірованою поверхнею. Паралельно твірної осаджувального електрода установлені голковий коронуючий 2 і трубчатий відхиляючий 3 електроди. При обертанні осаджувального електрода матеріал транспортується у зону дії електричного поля коронного розряду, де кожна частинка одержує заряд, знак якого відповідає знаку корони.
Оскільки під час зарядження частинки знаходяться у контакті з поверхнею заземленого осаджувального електроду, то одночасно відбувається і їх розрядження. Частинки з високою електропровідністю, виходячи з зони дії коронного розряду, швидко віддають свій остаточний заряд осаджувальному електроду і відцентровими силами скидаються з поверхні барабану у збірник провідників. Частинки з меншою електропровідністю віддають свій заряд осаджувальному електроду повільніше і відриваються від нього пізніше і розвантажуються у збірник промпродукту. Частинки-непровідники не встигають розрядиться за один оборот осаджувального електроду і знімаються з нього щіткою у власний збірник.
Таким чином, залежно від швидкості передачі свого заряду осаджувальному електроду, що залежить від електропровідності, частинки мають різні координати точок відриву від поверхні барабану. Кількість і якість продуктів розділення регулюються відсікачами 5, а також положенням коронуючого і відхиляючого електродів і напругою на них.

## Технічні характеристики коронно-електростатичних барабанних сепараторів

Технічні характеристики коронно-електростатичних барабанних сепараторів